# 马明 (德国)
马明是德国巴伐利亚州的一个市镇。总面积41.48平方公里，总人口2906人，其中男性1475人，女性1431人（2011年12月31日），人口密度70人/平方公里。